# DEET
DEET (CAS# 134-62-3) é um composto químico que serve como repelente de insetos (Nome químico: N,N-dimetil-meta-toluamida ou N,N-dietil-3-metilbenzamida ou Benzamida, N,N-dietil-3-metill-; comercialmente indicado como Diethyl Toluamide, no Brasil). É fabricado para ser aplicado diretamente na pele ou nas roupas, tendo como principal função proteger contra picadas de insetos, carrapatos e outros artrópodes. Em particular, o DEET protege contra picadas de carrapatos (que transmite a Doença de Lyme) e picadas de mosquitos (que transmitem a dengue, malária e febre amarela), entre outros insetos, como formigas.
No Brasil os produtos acessíveis no comércio, que são vendidos como repelentes para uso na pele, tem seu nome de princípio ativo indicado na embalagem como Diethyl Toluamide (o nome correto em português é Dietiltoluamida) e sua concentração varia, geralmente, entre 5% e 15%.
Segundo o Centro de Controle e Prevenção de Doenças (CDC) do governo norte americano a eficácia e duração do DEET como repelente varia segundo os seguintes parâmetros: concentração do princípio ativo (concentrações inferiores a 10% duram até 2 horas), espécie animal a ser repelida, temperatura ambiente, nível de atividade física do usuário, quantidade de transpiração, exposição à água, remoção por atrito, entre outros. No caso de carrapatos a recomendação é que sua concentração seja próxima de 20%. Já para o uso junto com protetor solar deve-se antes aplicar o protetor solar e após alguns minutos aplicar o repelente. Considerando que o repelente sempre irá reduzir a eficácia da proteção solar, mesmo quando os dois produtos são encontrados numa mesma formulação, exigindo uma aplicação mais frequente dos dois produtos.

## História
O DEET foi desenvolvido pelo exército norte-americano durante a Segunda Guerra Mundial. Originalmente testado como pesticida em áreas rurais passou para o uso dos militares em 1946 e em 1957 para o uso civil.

## Precauções no Uso
Tal como todos os quatro repelentes indicado pelo CDC (DEET, Icaridina/Picaridina, OLE-Óleo de Eucalipto Citriodora fabricado para repelente e IR3535) a sua aplicação deve ser feita com os seguintes cuidados:
- aplicar apenas nas partes de pele descobertas e nas roupas conforme as indicações do fabricante, nunca devendo ser aplicado sobre a pele coberta por roupas;
- não aplicar sobre ferimentos, alergias e irritações da pele;
- nunca aplicar diretamente no rosto (aplique nas mãos e espalhe na face) nem aplicar nos lábios, olhos e mucosas;
- lavar as mão após aplicar para evitar contatos com os olhos e ingestão acidental;
- crianças não devem manipular repelentes. Os adultos devem antes aplicar em sua próprias mãos e depois espalhar delicadamente na pele das crianças. Nunca aplique repelentes nas mãos da crianças para evitar ingestão ou contato com os olhos acidentalmente. Apenas use produtos indicados pelo fabricante para aplicar em crianças (com menor quantidade do princípio ativo entre outras características da fórmula);
- aplique apenas o necessário para cobrir a pele exposta ou roupas. Aplicar em excesso é geralmente inútil, mas caso os insetos continuem a picar aplique apenas um pouco mais;
- após sair da área de exposição às picadas é recomendado lavar os locais de aplicação na pele ou se banhar e lavar as roupas que receberam o repelente, principalmente se haverá uso contínuo por vários dias;
- em caso de alergia lave o local da aplicação e pare de usar o repelente. Para alergias mais graves procure auxílio médico e apresente a embalagem do produto utilizado;
- nunca aplique repelente em crianças menores de dois meses de idade. Prefira usar um mosquiteiro;
- sempre guarde os repelentes fora do acesso de crianças; e
- no caso de se usar repelente em spray faça-o em ambiente ventilado evitando respirar o produto.